# The Dark Pictures Anthology: House of Ashes
The Dark Pictures Anthology: House of Ashes  és un videojoc de terror i drama interactiu desenvolupat per Supermassive Games i publicat per Bandai Namco Entertainment. És el tercer de vuit lliuraments planificats de la sèrie The Dark Pictures Anthology, i va ser llançat l'octubre de 2021 per a Windows, PlayStation 4, PlayStation 5, Xbox One, Xbox Sèries X i Sèries S.

## Mode de joc
De la mateixa manera que els seus predecessors és un drama interactiu. El jugador controla a cinc personatges que estan atrapats sota un temple mesopotàmic subterrani durant la Guerra de l'Iraq de 2003, on són perseguits per monstres despertats pel caos. Els cinc personatges inclouen a: l'oficial de la CIA Rachel King (Ashley Tisdale), el coronel Eric King, els marinis estatunidencs Jason Kolchek i Nick Kay, i, el soldat iraquià Salim Othman. Al llarg de la història, els jugadors han de prendre diferents decisions que poden tenir conseqüències a llarg termini, ja que influeixen en la forma en què els personatges es perceben entre si i en el curs de la narrativa. Els cinc personatges poden sobreviure o morir depenent de la decisió del jugador. Com a resultat, el joc té múltiples finals.
House of Ashes introdueix diversos canvis en el joc. La càmera del joc ja no és fixa i es reemplaça per una càmera de 360 graus controlada pel jugador. El personatge del jugador també està equipat amb una llanterna que es pot usar per a il·luminar àrees fosques i descobrir nous camins.
A més a més, el joc presenta diversos nivells de dificultat per als esdeveniments de temps ràpid. El joc compta amb 4 modes principals. A més del mode teòric principal, els jugadors que van obtenir el videojoc a la venda anticipada també van obtenir accés al tall del Curador, que els permet experimentar la història des de la perspectiva d'un altre personatge. “Shared Story” (Història Compartida) i “Movie Night” (Nit de Pel·lícula), els dos modes multijugador dels jocs anteriors, també tornen en House of Ashes.